# Alan Traill
Sir Alan Towers Traill GBE QSO (5 de julho de 1935 – 17 de abril de 2020) foi um político britânico que serviu como Lord Mayor de Londres de 1984 a 1985.
Em 1990, nas honras de aniversário da rainha da Nova Zelândia, Traill foi nomeado Companheiro da Ordem de Serviço da Rainha pelos serviços públicos.
Traill morreu em 17 de abril de 2020, aos 84 anos. Ele deixou sua esposa, Sarah (née Hutt) e um filho, Phillip.